# Glaesoconis cretica
Glaesoconis cretica is een insect uit de familie van de dwerggaasvliegen (Coniopterygidae), die tot de orde netvleugeligen (Neuroptera) behoort. 
De wetenschappelijke naam Glaesoconis cretica is voor het eerst geldig gepubliceerd door Meinander in 1975.